# جيفرسون فريدمان
جيفرسون فريدمان (بالإنجليزية: Jefferson Friedman)‏ هو ملحن أمريكي، ولد في 1974.

## وصلات خارجية
- جيفرسون فريدمان على موقع IMDb (الإنجليزية)
- جيفرسون فريدمان على موقع ميوزك برينز (الإنجليزية)
- جيفرسون فريدمان على موقع ديسكوغز (الإنجليزية)
- جيفرسون فريدمان على موقع قاعدة بيانات الفيلم (الإنجليزية)